# Шмалкалдски савез
Шмалкалдски савез или Шмалкалдска лига, био је одбрамбени савез који су основали протестантски кнезови 1531. да би се супротставили католичким снагама и Карлу V. Име је добио по граду Шмалкалдену, смештеном у данашњој Тирингији. 